# Coll de Jau (estació d'esquí)

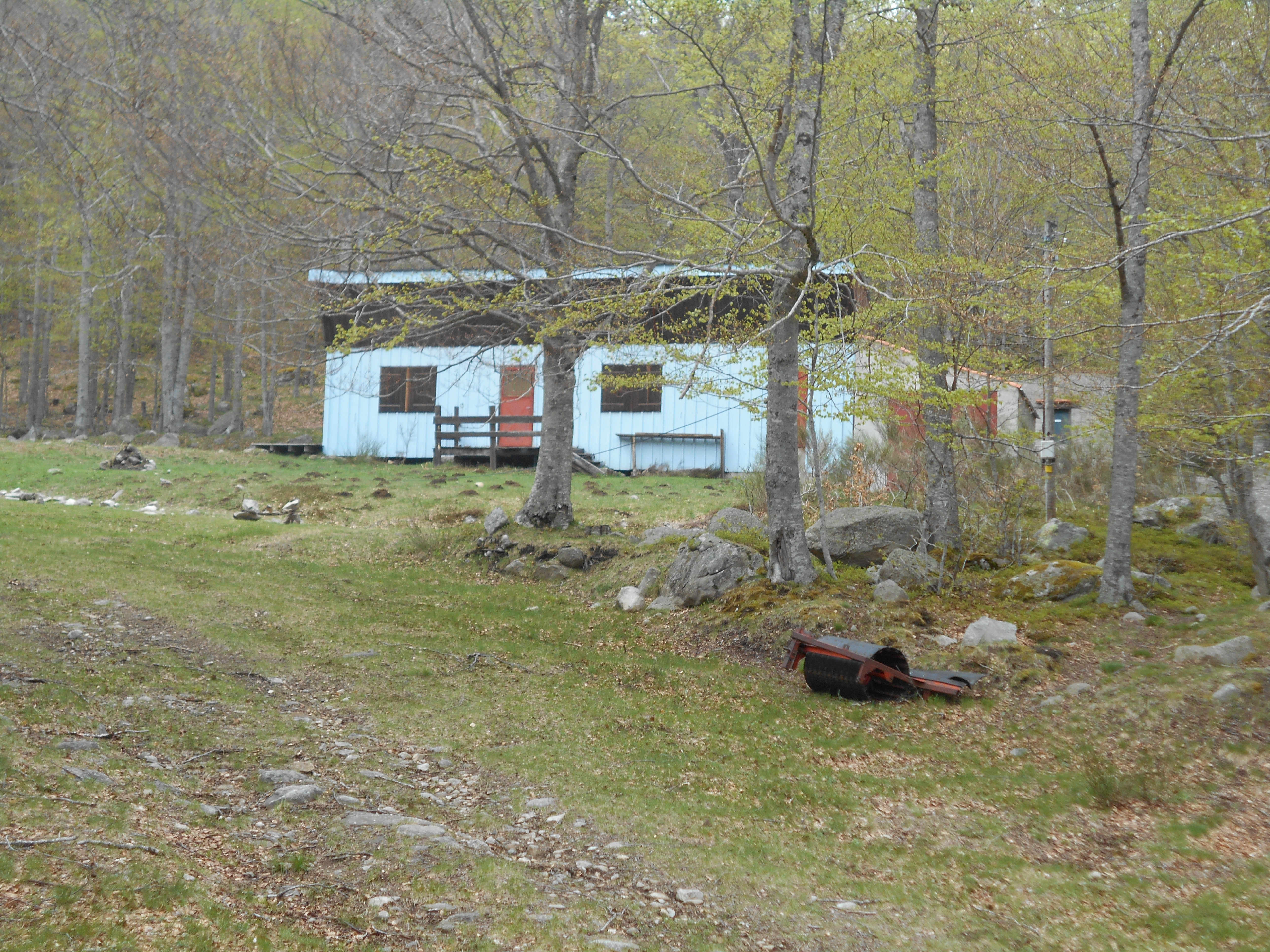
Xalet de l'estació d'esquí abandonada, ara refugi de muntanya

L'estació d'esquí abandonada del Coll de Jau és a l'extrem nord-oest del terme de Mosset), a prop del límit amb el terme de Conòsol, del País de Sault (Llenguadoc - País de Foix, Occitània).

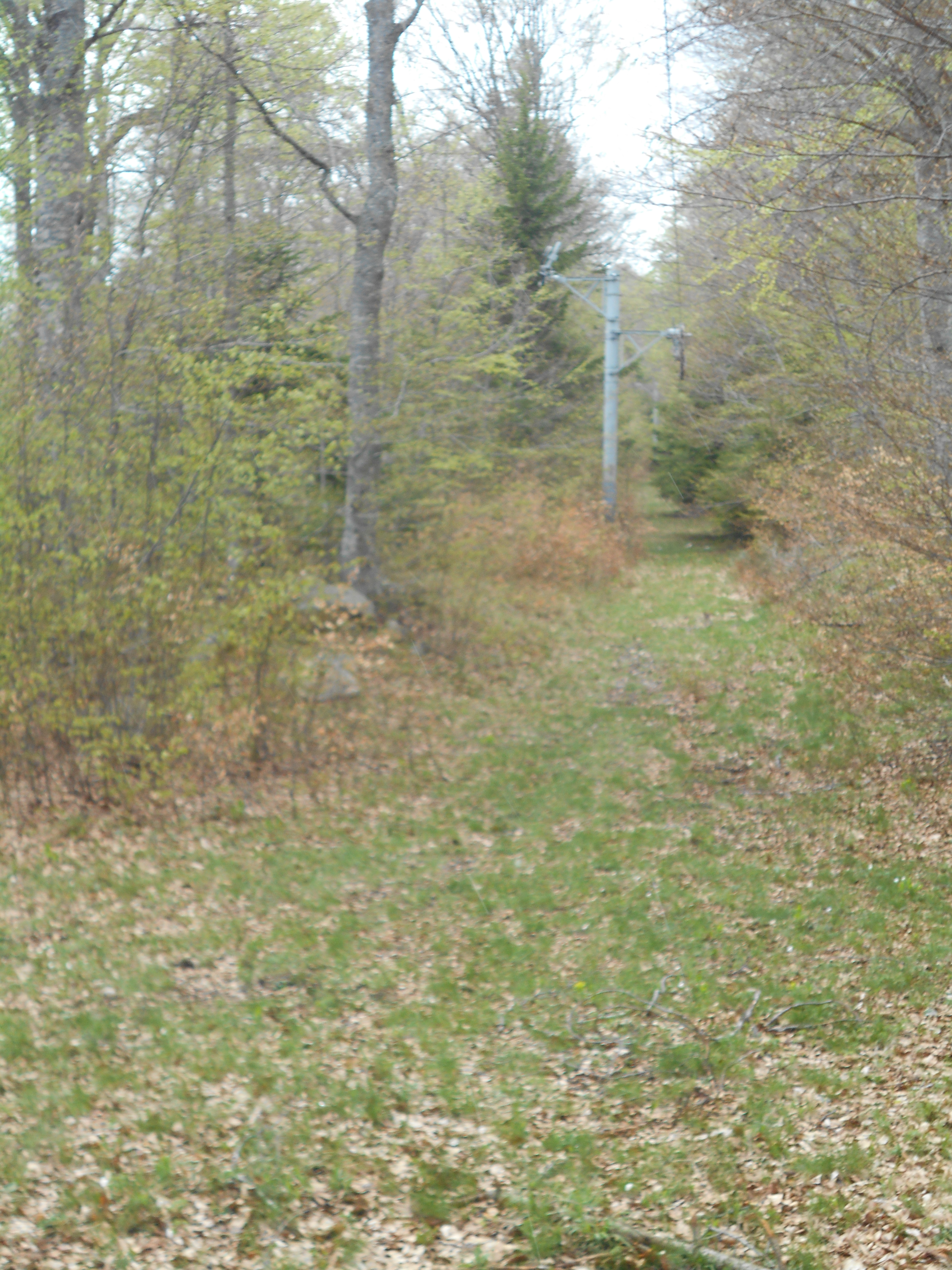
Antiga pista de l'estació d'esquí

Tenia tan sols dues pistes i un telesquí i era la més petita d'Europa. Les seves cotes eren 1420 - 1520 m. Començà les seves activitats vers 1970, i estigué en funcionament fins al 2000. En tancar-se, la va adquirir l'ajuntament de Mosset pel preu simbòlic d'un euro. Se n'aprovà una remodelació i actualització l'any 2006, però no arribà a posar-se en funcionament. Havia de tenir tres accessos, dos per la carretera actualment existent, la D - 14, i un tercer des del Capcir, passant pel Coll de Censà. L'edifici existent avui dia serveix de refugi muntanyenc.